# Шебалиновское сельское поселение
Шебалиновское се́льское поселе́ние — муниципальное образование в Октябрьском районе Волгоградской области Российской Федерации.
Административный центр — хутор Шебалино.

## История
Статус и границы сельского поселения установлены Законом Волгоградской области от 15 декабря 2004 года № 968-ОД «Об установлении границ и наделении статусом Октябрьского района и муниципальных образований в его составе».

## Население
| 2010  | 2012  | 2013  | 2014  | 2015  | 2016  | 2017  |
| ----- | ----- | ----- | ----- | ----- | ----- | ----- |
| 1154  | ↘1140 | ↘1111 | ↘1097 | ↘1095 | ↗1117 | ↘1109 |
| 2018  | 2019  | 2020  | 2021  |       |       |       |
| ↘1083 | ↗1095 | ↘1070 | ↘1064 |       |       |       |

## Состав сельского поселения
| № | Населённый пункт | Тип населённого пункта        | Население |
| - | ---------------- | ----------------------------- | --------- |
| 1 | Нижнекумский     | хутор                         | ↗217      |
| 2 | Черноморовский   | хутор                         | 174       |
| 3 | Шебалино         | хутор, административный центр | 763       |